# 厚巨口鱼
厚巨口鱼（学名：Pachystomias microdon）为輻鰭魚綱巨口魚目巨口鱼科厚巨口鱼属的鱼类。分布于太平洋、大西洋以及南海等海域，垂直分布约4000-800米，本魚體延長略側，吻短於眼徑，顎細長，口裂些微地彎曲向上，觸鬚細長，尖端細的沒有球莖，體色深褐色到黑色，體長可達22.1公分。